# Calyptoproctus marmoratus
Calyptoproctus marmoratus är en insektsart som beskrevs av Maximilian Spinola 1839. Calyptoproctus marmoratus ingår i släktet Calyptoproctus och familjen lyktstritar. Inga underarter finns listade i Catalogue of Life.